# 宫明·罗桑西日布丹增伯尔拉嘉措
宫明·罗桑西日布丹增伯尔拉嘉措（1840年—?），蒙古族，土尔扈特部人，第七世（不计追认）宫明活佛。

## 生平
农历庚子年（1840年，清朝道光三十年）生于新疆天山北麓土尔扈特蒙古一个富户家庭。
1843年，土尔扈特蒙古汗王、王公、高僧们派出数名有较高威望的官吏和喇嘛赴西藏，请示十一世达赖、七世班禅，并通过达赖、班禅算卦、看兆后，正式认定他这位灵童为六世宫明活佛的转世灵童。
此后，他入天山南麓土尔扈特蒙古藏传佛教寺院却布藏庙学习藏文。10岁时被送往拉萨，入哲蚌寺学经12年，其间先后在哲蚌寺郭莽扎仓、罗赛林扎仓、乾巴扎仓、多桑林扎仓、堆拉巴扎仓、夏布丹扎仓、格克巴扎仓学习藏传佛教显宗、密宗、天文、法舞等科目。22岁时，被送往佑宁寺、拉卜楞寺、禅定寺等寺庙，学习佛法大约12年，学习显宗、密宗、时轮、医明等学科，期间主要学习了时轮、医明学，并获格西学位。
1876年，回到新疆土尔扈特蒙古，从事译经、绘画、医疗等工作，弘扬藏传佛教。1886年，同阿昴嘉喇嘛等主持巴仑台黄庙创建工程。1890年到1912年，任土尔扈特蒙古总寺巴仑台黄庙的堪布。任内，他请各族工匠雕刻及绘制该庙佛像，并制作各种法器等，还奉土尔扈特汗王之命，赴西藏甘丹寺、哲蚌寺、色拉寺、扎什伦布寺，青海塔尔寺、佑宁寺，甘肃拉卜楞寺、禅定寺等藏传佛教大寺院，请回了佛像、建筑部件及法器等物品。